# Iona Anderson
Iona Anderson (Duncraig, 3 de outubro de 2005) é uma nadadora australiana.

## Carreira
Anderson estudou na Carine Senior High School e treinou no Breakers Swim Club antes de se mudar para o Western Australian Institute of Sport em Perth.
Anderson ganhou prata nos 100 metros costas e ouro nos 50 metros costas no Campeonato Mundial Júnior de 2023. Ela ganhou outra medalha de ouro com o revezamento medley 4 x 100 metros. Ela recebeu uma medalha de prata por sua participação no revezamento medley misto 4 x 100 metros. Em ambos os revezamentos, ela foi usada apenas nas rodadas preliminares; Jaclyn Barclay nadou nas finais.
No Campeonato Mundial de 2024 em Doha, Claire Curzan venceu a competição de 100 metros costas com uma vantagem de 0,83 segundos. Anderson terminou em segundo, 0,06 segundos à frente da canadense Ingrid Wilm . Barclay terminou em quarto, 0,10 segundos atrás de Wilm. Nos 50 metros costas, Curzan venceu por 0,02 segundos à frente de Anderson, enquanto Wilm ficou 0,16 segundos atrás de Anderson e também recebeu o bronze. A equipe australiana de revezamento medley 4 x 100 metros, composta por Barclay, Abbey Harkin , Alexandria Perkins e Brianna Throssell , se classificou para a final com o terceiro tempo preliminar mais rápido. Na final, Anderson, Harkin, Throssell e Shayna Jack foram cinco segundos mais rápidos que a equipe de revezamento preliminar e venceram à frente dos suecos e dos canadenses.
Anderson terminou em segundo lugar nos 100 metros costas no Campeonato Australiano de 2024 e ganhou o título no revezamento 4 x 100 metros livre. Nos Jogos Olímpicos de Verão de 2024, conseguiu a prata na prova de 4×100 m medley e o bronze no medley misto.